# Saint-Romain-le-Noble
 Saint-Romain-le-Noble  es una población y comuna francesa, en la región de Aquitania, departamento de Lot y Garona, en el distrito de Agen y cantón de Puymirol.

## Demografía
| 248 | 261 | 243 | 271 | 388 | 416 |
| Para los censos de 1962 a 1999 la población legal corresponde a la población sin duplicidades (Fuente: INSEE [Consultar]) |     |     |     |     |     |